# Stradivari Servais

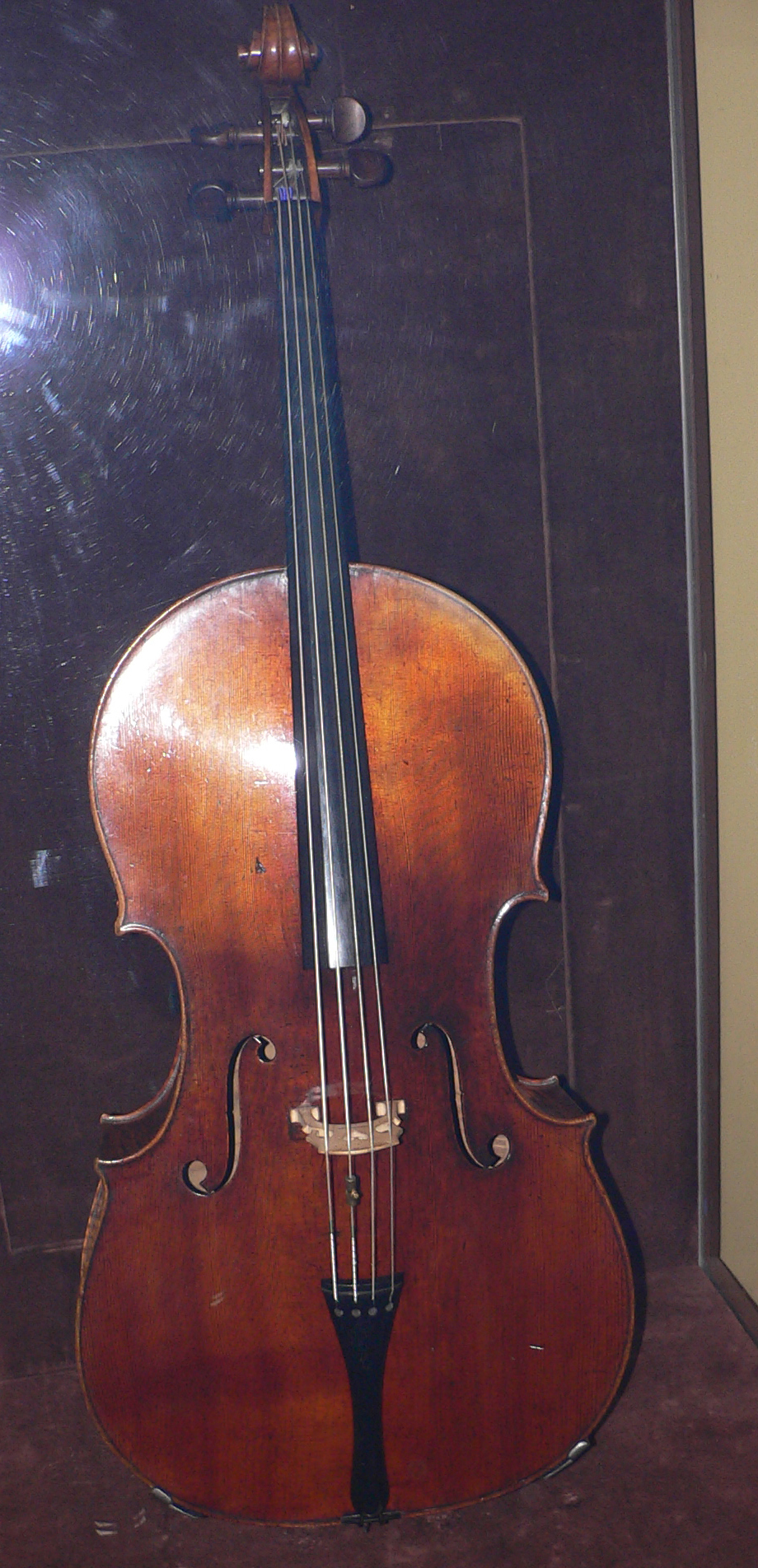
Lo Stradivari Servais presso il Museo Nazionale di Storia Americana dello Smithsonian Institution

Lo Stradivari Servais (pronunciato /sɛr'vɛ/) è un violoncello realizzato nel 1701 da Antonio Stradivari. Prende il nome dal violoncellista belga Adrien-François Servais (1807-1866), che suonò questo strumento. Si tratta di uno strumento eccellente e in ottimo stato di conservazione, munito ancora dell'etichetta originale.
Il violoncello è stato acquistato per Servais dal principe russo Yusupov intorno al 1845 ed è stato poi ceduto a suo figlio. Lo strumento è stato infine donato da Charlotte Bergen al Museo Nazionale di Storia Americana dello Smithsonian Institution. Il Servais è stato impiegato nel 1992 da Anner Bijlsma per registrare le suite per violoncello solo di Johann Sebastian Bach.